# سونغ يو هيون
سونغ يو هيون (بالكورية: 송유현)‏ هي ممثلة كورية جنوبية. ولدت يوم 8 يناير 1983 في كوريا الجنوبية. 

## روابط خارجية
- سونغ يو هيون على موقع IMDb (الإنجليزية)